# Mănăstirea Mălăiești
Mănăstirea "Sf. Antonie cel Mare" din Mălăiești se înalță la marginea de răsărit a comunei Mălăiești, nu departe de un deal înverzit acoperit de viță de vie. În pădurea Mălăieștii de Jos a existat cu aproape 250 de ani în urma un schit de călugări care aparținea de mănăstirea Vâlcănești, ultimul monah cunoscut al schitului respectiv purtând numele Vlad.

## Localizare
Mănăstirea este situată la 28 km nord de orașul Ploiești, la 16 km sud de Slănic - Prahova, la 500 m est de șoseaua asfaltată Plopeni-Slănic, la 800 m nord-vest de gara Mălăiești și la 8 km vest de șoseaua Ploiești-Vălenii de Munte-Brașov. Complexul mănăstiresc este construit în marginea de est a satului Mălăieștii de Jos. La nici un km nord-vest de mănăstire se întinde dealul acoperit în parte cu plantații de vie. Din partea stângă a gării Mălăiești, dacă privim în direcția nord-vest, vedem în întregime biserica mănăstirii. Sunt două căi de a ajunge de la gară la mănăstire; după ce intrăm în dreapta pe drumul aflat la 70 m sud de gară trecem puntea peste pârâul Vărbilău care are circa 200 m lungime, continuăm drumul înainte în sat și apoi la dreapta spre mănăstire, sau facem imediat la dreapta punții pe marginea cursului pârâului Vărbilău și după 400 m suntem în incinta mănăstirii pe care am putut s-o vedem după punte în cazul c-am privit spre nord-vest.

## Istoric
Construcția noului așezământ a fost inițiată de ieromonahul Antonie Lita de la mânăstirea Crasna-Prahova, iar Guiu Ioan, din Ploiești, a donat în acest scop o mare suprafață de teren care a fost sfințită la 17 septembrie 1995. Biserica a fost terminată în octombrie 1996 fiind o construcție de zid în forma de cruce. Altarul, luminat de câte o fereastra spre nord și spre sud, este separat de naos prin tâmpla de stejar sculptata de meșteri din Humulești. Naosul este și el luminat de ferestre ca si pronaosul de care este despărțit prin stâlpi de beton marginali, cuprinși în ziduri. Pictura în ulei a fost realizata de Adi și Nicoleta Voicu și, pe lângă portretele ctitorilor, Cucu Vasile din București, și Bledea Traian, din Bledesti-Prahova, și portretele Prea Fericitului Patrairh Teoctist și PS Teodosie Snagoveanul, urmează riguros tradițiile genului. Pe naos se ridica o turla octogonală, mare, deschisă, așezată pe un soclu pătrat. Pe pronaos exista doua turle mai mici oarbe, și alte două, și mai mici, tot oarbe, sunt așezate deasupra pridvorului. Toate sunt luminate de ferestre ca și pridvorul, foarte spațios, dar prevăzut a fi modificat în viitor. În acest sens se preconizează construirea unui pridvor deschis, susținut de coloane. Ușa de la intrare, din lemn masiv, este sculptata de meșterul Atomi Gheorghe Constantin din comuna Vânători, județul Neamț. Biserica are hramurile: "Sfântul Antonie cel Mare", "Sfântul Mucenic Fanurie" și "Nasterea Sfântului Ioan Botezătorul" cei trei sfinți fiind reprezentați pe ușa bisericii alături de Sfântul Ierarh Vasile cel Mare. La 70 de metri sud de biserica se ridica clopotnita, un turn cu doua nivele, cu clopotele la cel de al doilea nivel, cu o înălțime de 14 metri până la baza crucii, iar la sud-vest, la circa 80 m, se afla corpul de chilii. Situata într-un decor specific, Mânăstirea din Mălăiești este o oaza de liniște îndemnând la pioasă reculegere.